# Dag Hammarskjöldbiblioteket

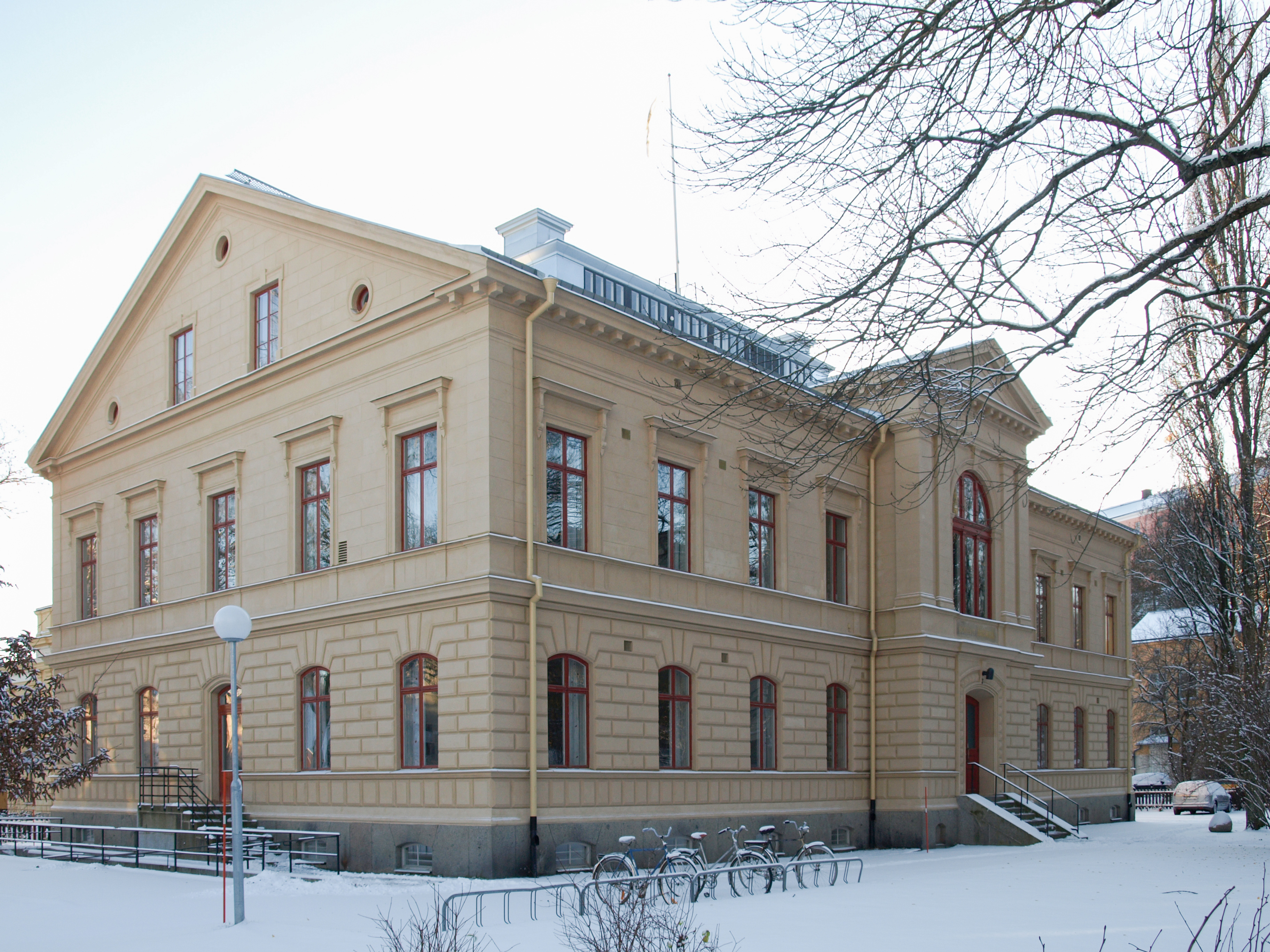
Dag Hammarskjöld och Juridiska biblioteket i byggnaden Regnellianum.

Dag Hammarskjöldbiblioteket är ett av flera ämnesbibliotek vid Uppsala universitetsbibliotek, beläget i byggnaden Regnellianum på Slottsgränd 3 i Uppsala.
I dag är Dag Hammarskjöldbiblioteket Nordens största FN-depåbibliotek med omfattande samlingar av FN-dokument och rapporter både i tryckt och elektronisk form. Biblioteket är öppet för alla men vänder sig i första hand till forskare, lärare och studenter inom ovanstående ämnesområden. Det officiella namnet är Dag Hammarskjöld och Juridiska biblioteket.

## Historia

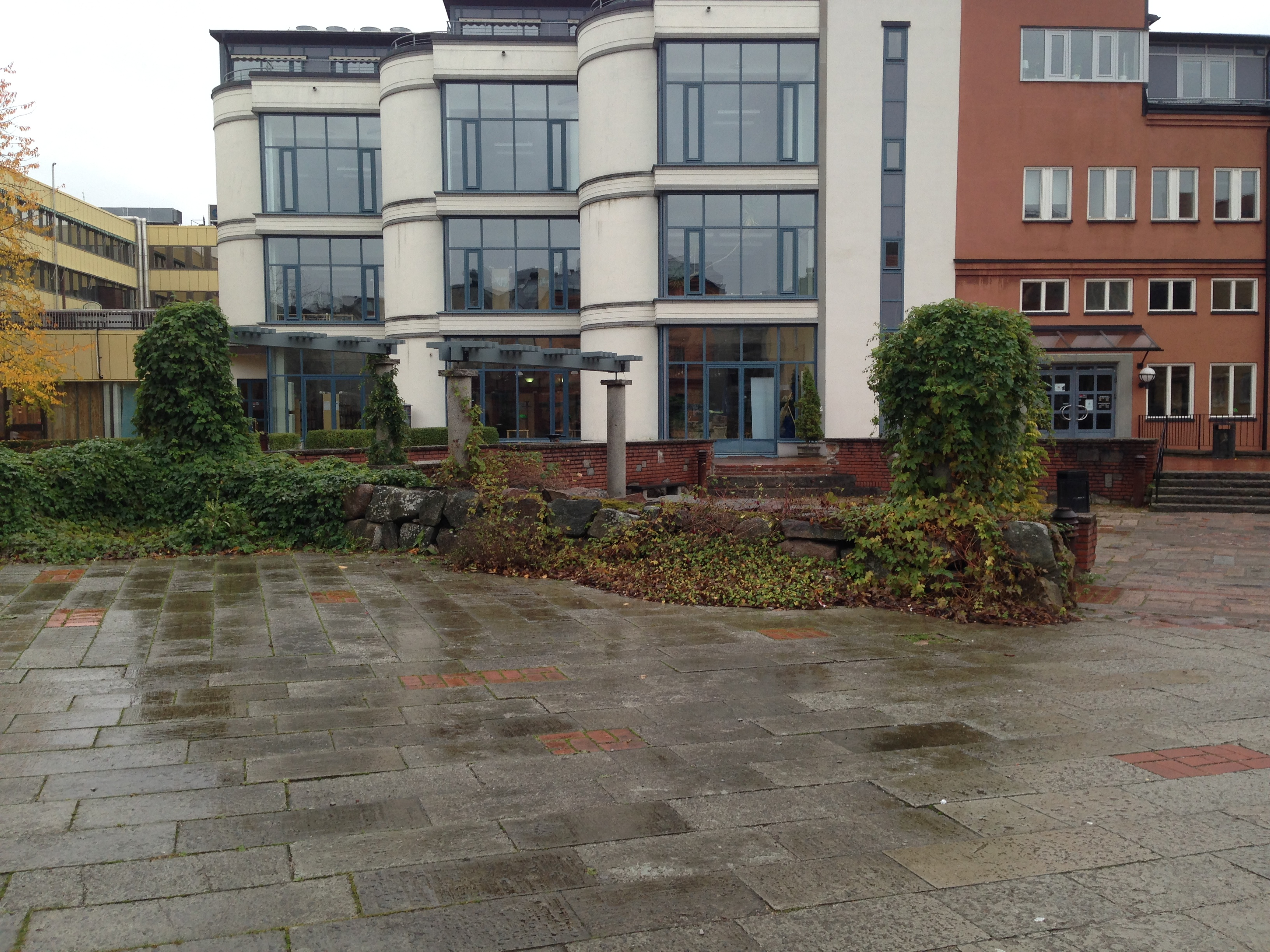
Dag Hammarskjöld och Juridiska biblioteket i sina gamla lokaler, med Klosterparken i förgrunden

Dag Hammarskjöldbiblioteket slog upp portarna i januari 1966, med adress Gamla Dombron, Fyristorg 2. Biblioteket grundades efter ett beslut i Uppsala kommuns stadsfullmäktige 1963. Initiativet togs eftersom man i Uppsala ville hedra minnet av den bortgångne Dag Hammarskjöld, Förenta Nationernas generalsekreterare 1953-1961. Målsättningen med biblioteket var att det skulle vara ett folkbildningsforum för mellanfolkliga frågor och internationella samarbetssträvanden. Biblioteket blev ett depåbibliotek för FN-material och fungerade som en specialavdelning till Uppsala Stadsbibliotek.
1990 övergick verksamheten från kommunal till statlig regi. Dag Hammarskjöldbiblioteket blev en del av Uppsala universitet. I samband med övergången så bildades en stiftelse, Stiftelsen Dag Hammarskjöldbiblioteket. De tre stiftarna består av Uppsala kommun, Uppsala universitet och Svenska FN-förbundet. Mellan 1995 och 2000 låg Dag Hammarskjöldbiblioteket på Östra Ågatan 27. 2000 flyttade biblioteket till Klostergatan 3 och inrymdes i samma lokaler som Juridiska biblioteket. 2012 slogs biblioteket samman med Juridiska biblioteket och det officiella namnet blev Dag Hammarskjöld och Juridiska biblioteket.
I december 2015 lämnade Dag Hammarskjöld och Juridiska biblioteket de gamla lokalerna på Klostergatan 3 och flyttade in i huset Regnellianum på Slottsgränd 3. Den 11 januari 2016 slogs portarna upp i de nya lokalerna.

## Ämnen
Bibliotekets ämnesinriktning är internationella relationer:
- Statskunskap och politik
- Freds- och konfliktforskning
- Folkrätt och mänskliga rättigheter
- Efterkrigstidens historia
- Globala ekonomiska och sociala frågor
- Rysslandsstudier
- Utvecklingsstudier
- Nationellt depåbibliotek för Förenta Nationerna
- Juridik